# کوپرزتاون (نیویورک)
کوپرزتاون (انگلیسی: Cooperstown) یک روستا در ایالت نیویورک، ایالات متحده آمریکا است که ۲۰۱۰ میلادی ۱٬۸۵۲ نفر جمعیت داشته.